# Caedicius Severus
Caedicius Severus (sein Praenomen ist nicht bekannt) war ein im 2. Jahrhundert n. Chr. lebender Angehöriger des römischen Ritterstandes (Eques).
Durch ein Militärdiplom, das auf den 27. Februar 158 datiert ist, ist belegt, dass Severus 158 Kommandeur der Cohors I Aelia Classica war, die zu diesem Zeitpunkt in der Provinz Britannia stationiert war.